# Szilágyi Pál (színművész)
Szilágy-somlói és horogszeghi Szilágyi Pál (Buda, 1794. szeptember 9. – Budapest, 1874. június 19.) magyar színész, operaénekes.

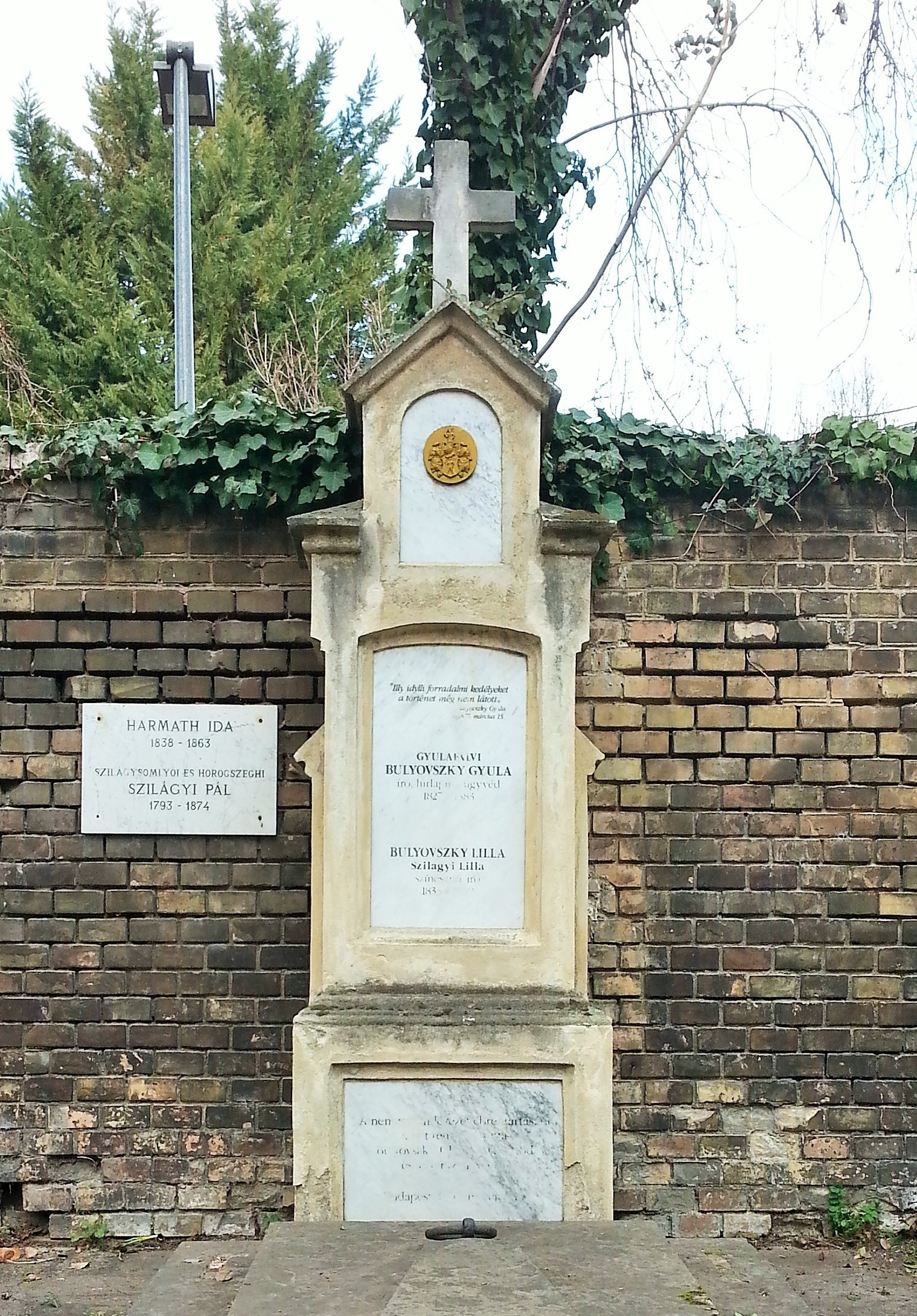
Sírja a Fiumei úti sírkertben, 2022-ben. (Bal oldali falsírboltok B/302.)

## Élete
Atyja Szilágyi Pál gazdatiszt volt, anyja Kelemen Magdolna. Középiskoláit Budán végezte. Még tanulógyermek volt, mikor anyai nagybátyja, Kelemen László, az első magyar színigazgató náluk volt látogatóban, aki a fogékonylelkű gyermek előtt annyit beszélt az állandó színészetről, hogy a fiú megfogadta: mihamarabb színésszé lesz. 1806-ban özvegy édesanyja ellenzése dacára így hát a színészi pályára lépett Pesten, ahol két esztendeig ingyen játszott. Utána 20 forintos fizetésbe lépett, amit azonban a sanyarú viszonyok miatt nem kapott meg. „Maga várhat — mondogatta neki a pénztáros — magának van mit enni, mert itt vannak a szülei, de a többieknek senkije sincs és éhen halnak, ha nem adok nekik néhány krajcárt." Ezután különböző vidéki társulatoknál fordult meg. 1811-ben katona lett és a 7. Lichtenstein-huszárezredbe állt be. Részt vett az 1812-es orosz hadjáratban és a lipcsei csatában, harcolt Napóleon ellen és az egyesültek seregében részt vett a párizsi bevonulásban is.
Hazatérve folytatta színészi pályáját, 1818-ban Székesfehérváron, 1823-ban Kilényi Dávid társaságában játszott, tőle Erdélybe ment, végül Döbrentei Gábor meghívására 1835-ben Pestre ment több társával együtt. Szilágyi a vidéki fellépéseken operaénekesként tűnt ki, a pesti Nemzeti Színháznál pedig, amelynek 1837-ben történt megnyitásától kezdve állandó tagja volt, a komolyabb komikumot képviselte. Alakítása mindig jellegzetességéről volt ismeretes.
A tollforgatásban is remekelt. Fontos szerepet játszott a színészi nyugdíjintézet fölállításában, melynek aztán ő lett első nyugdíjasa is 1854-ben. Két gyermekét, Bélát és Lillát (Bulyovszkynét) szintén a színpadnak nevelte. 1868. június 23-án tartották meg jubileumát a Nemzeti Színházban, amikor az Adrienne Lecouvreur-ben Michonnet-t játszotta, leánya pedig a címszerepet.
Élményeit megírta a Nefelejts 1859 és 60-iki évfolyamaiban: Egy nagyapa regéi unokáinak c. alatt. Naplóját leánya adta sajtó alá. Megjelent 1854. április havában (Ismerteti a Hölgyfutár, 1854. ápr. 24.) Hires füttyös volt, és e művészetét felette nagyra becsülte, úgyannyira, hogy a sok Szilágyi közül megkülönböztetésül a „füttyös" melléknevet írta neve alá.
A Sevillai borbélyban Basiliót kiválóan játszotta. Pedáns komikus volt, hosszú vékony alakkal, kifejező arccal. Testvére volt a közcélokra tett, nagyszerű hagyományairól ismert Szilágyi István gazdag gombkötőnek. Sokat látott, tapasztalt s valóságos adomatár volt. Katonakorában leesett a lóról, betörte a mellét, emiatt folyton köhögött, de azért énekelt és 84 évet élt. Jókedvűen, elégedetten. Aggkoráig szeretett választékosan öltözködni.

„Mikor Szilágyi Pál haldoklott, lezuhant egy székre és az alatta összeroppanó székről letámaszkodott a földre.

— Mit csinál, Pali bácsi, az istenért? — riad rá az orvos.

— Semmi a', — nyögi Pál — már én így szoktam meghalni.

Még abban is a szokás vezérelte.”

– Váradi Antal: Régi magyar színészvilág. Budapest, Franklin-Társulat, 1911. 244. old.

Kassai művezetőkorában franciából fordított operaszövegeket. Veje (Bulyovszky Gyula) lapjában elmés adomákat közölt. Leánya szeretettel gondoskodott róla, a házában adott neki lakást és vendégszerepléseit hetekre félbeszakította, hogy agg atyja mellett lehessen. Halálát gümőkór okozta. Egy fiút — Szilágyi Béla színészt és özvegyet (Bereczky Julianna) is hagyott hátra. A Kerepesi úti temetőben temették el.
Cikkei a színészi életből a Hölgyfutárban (1857. 142. sat. sz., 178. sat. sz.), a Színházi Látcsőben (1863. 22., 29., 35., 55., 61. sz.), a Magyarország és a Nagyvilágban (1873. 26.)

## Fontosabb szerepei
- Nyúlfi (Müller–Perinet: Újholdvasárnapi gyermek)
- Bartolo (Rossini: A szevillai borbély)
- Tiborc (Katona József: Bánk bán, az ősbemutatón)
- Rappelkopf (Raimund: A havasi rémkirály)
- Salamon (id. Dumas: Kean)

## Munkái
- A buvár, nagy romános dall játék két felv. Németből ford. Muzsikáját szerzette Kreutzer Conradin. Kassa, 1830. (Magyar Játék-színi Zsebkönyv).
- Beszélyek és firkák. Pest, 1854.
- Egy agg színész életéből. Bpest, 1878. (Leánya Bulyovszkyné adta ki. Előbb a Magyarország és a Nagyvilágban).

### Kéziratban
- Marie, vagy az elrejtett szerelem, érzékeny daljáték 3 felvonásban. Castelli után ford., zenéjét írta Herold (először adatott Budán 1835. szept. 29.)
- Messzinai hölgy, szomj. 4 felv. Schiller után ford. (Budán, 1836. jan. 23.)